# Desná (district de Jablonec nad Nisou)
Pour les articles homonymes, voir Desná (homonymie).
Desná (en allemand : Dessendorf) est une ville du district de Jablonec nad Nisou, dans la région de Liberec, en République tchèque. Sa population s'élevait à 3 112 habitants en 2021.

## Géographie
Desná se trouve à 11 km au nord-est de Jablonec nad Nisou, à 19 km à l'est de Liberec et à 98 km au nord-est de Prague.
La commune est limitée par Kořenov au nord-est et à l'est, par Tanvald au sud, par Albrechtice v Jizerských horách à l'ouest.

## Histoire
Desná, qui avait le statut de bourg (městys) depuis 1913, accéda au statut de ville en 1968.

## Administration
La commune se compose de trois sections :
- Desná I ;
- Desná II ;
- Desná III.

## Galerie

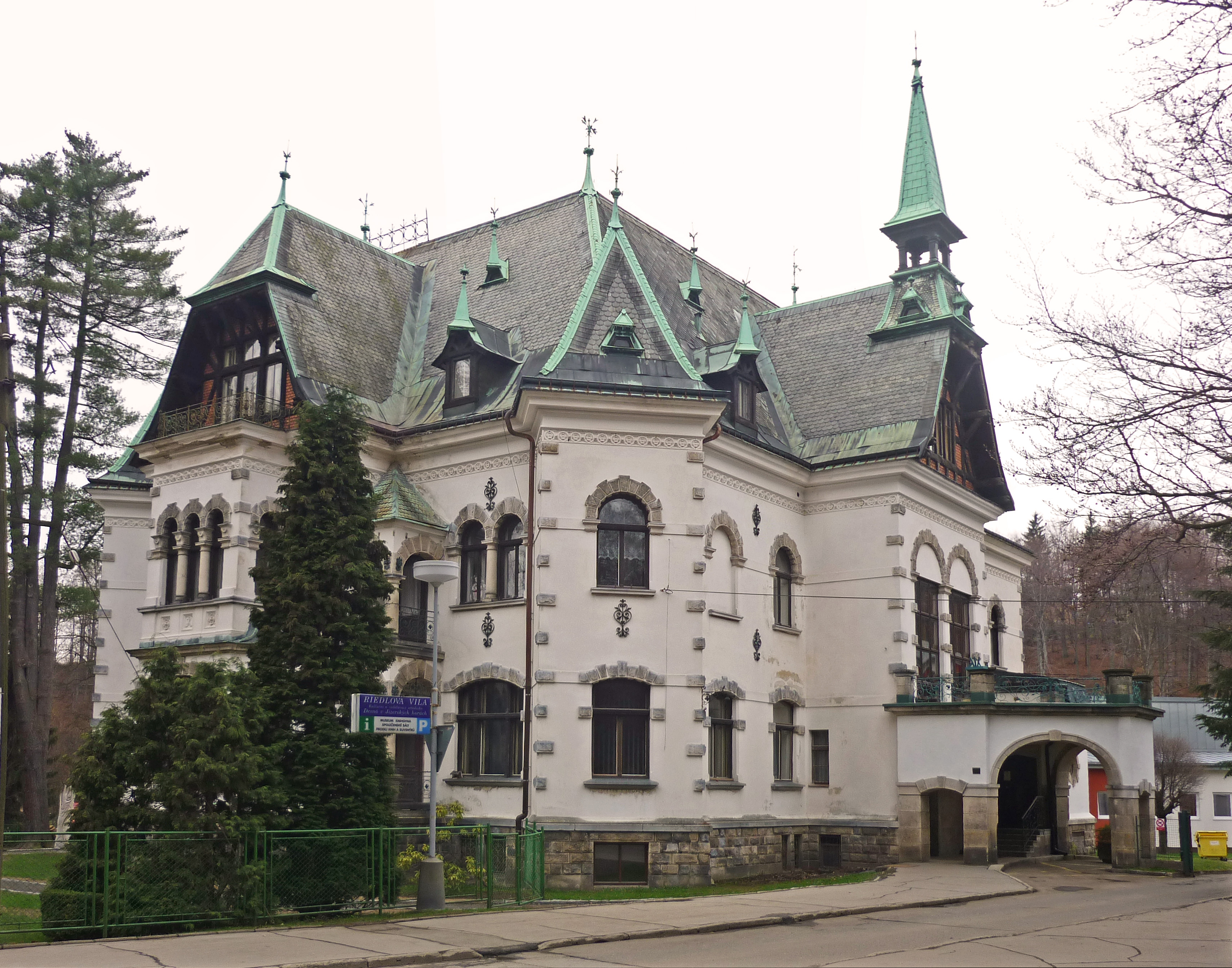
Villa Riedel.
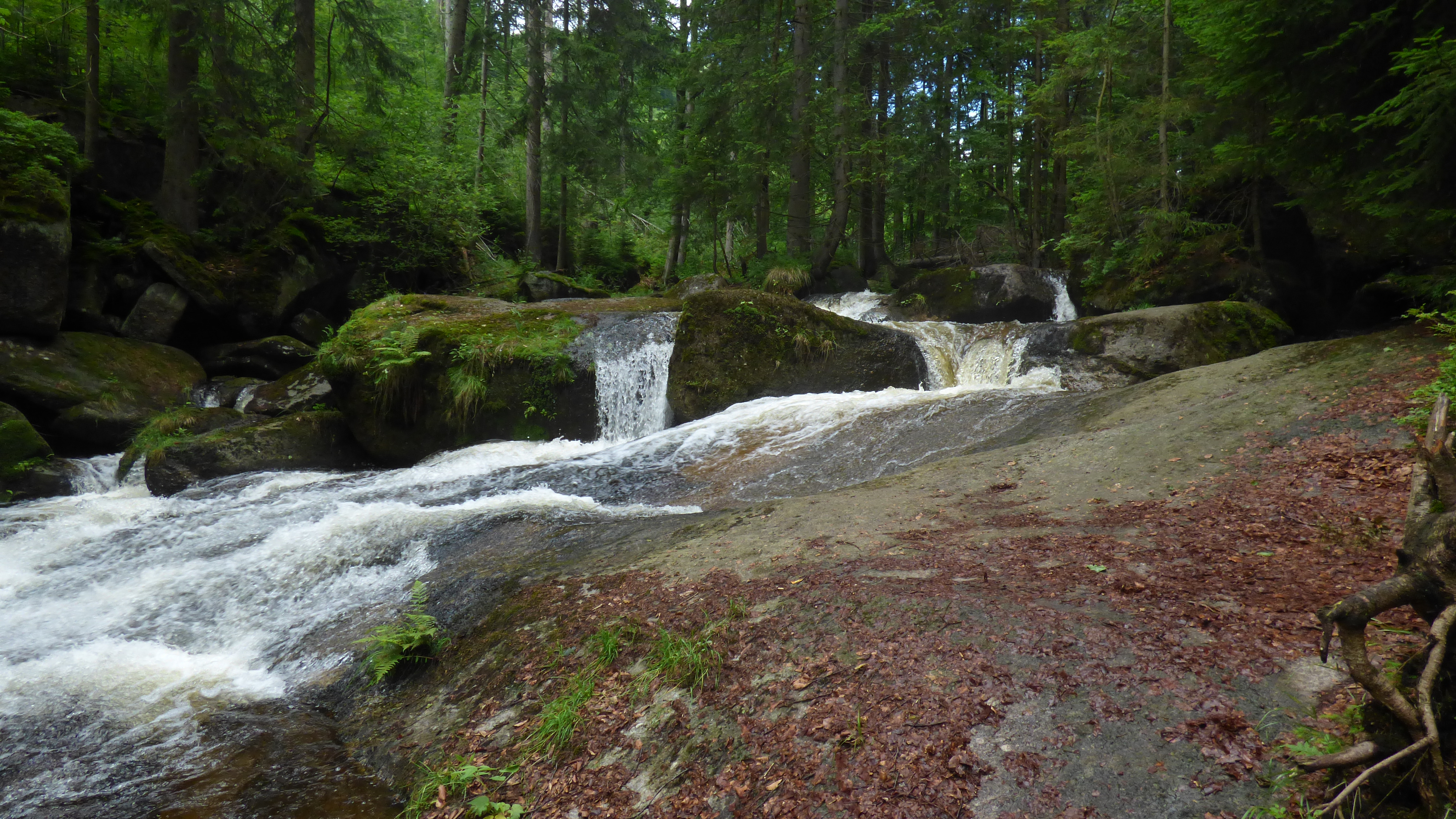
Černá Desná.

## Transports
Par la route, Desná se trouve à 3 km de Tanvald, à 15 km de Jablonec nad Nisou, à 25 km de Liberec et à 121 km de Prague.

## Jumelages
- Malschwitz (Allemagne)
- Podgórzyn (Pologne)